# 청자 상감당초문 완
청자 상감당초문 완(靑磁 象嵌唐草文 碗)은 상감 기법으로 덩굴무늬를 새겨 넣은, 고려청자 대접으로 서울특별시 국립중앙박물관에 있다. 1962년 12월 20일 대한민국의 국보 제115호로 지정되었다.

## 개요
고려 청자의 전성기때 만들어진 청자대접으로 높이 6.05cm, 입지름 16.8cm, 밑지름 4.4cm이다.
고려 의종 13년(1159)에 죽은 문공유의 묘지(墓誌;죽은 사람에 대한 기록을 적은 글)와 함께 경기도 개풍군에서 출토된 것인데, 연대를 알 수 있는 상감청자 가운데 가장 오래된 것이다.
굽부분이 좁고 머리가 위로 벌어진 형태인데, 굽에서 머리에 이르는 완만한 선을 이루고 있다. 대접의 안쪽 가운데에는 원을 그리고, 그 안에 큰 꽃무늬를 새겼는데, 바탕을 백토(白土)로 상감하는 역상감기법을 쓰고 있다. 아가리 주위를 제외한 그릇 안쪽은 온통 덩굴무늬로 자유롭게 메우고 있다. 대접의 바깥쪽은 안쪽의 아가리 부분과 똑같은 문양으로 장식하였으며 중심부 5곳에 국화 한송이씩을 두고 있는데 꽃은 흰색으로, 잎은 검은색으로 상감하였다. 안쪽면이 모두 백상감된 단색인데 비해 바깥면의 호화스러운 국화꽃무늬가 잘 조화되어 전성기 청자 상감에서도 드물게 보이는 장식효과를 나타내는 작품이다.
회청색 계열의 비취빛 유약이 매우 맑고 고르게 씌어져 있어서 표면의 색조가 은은하고 상감효과도 한층 돋보인다. 이 대접은 12세기 중엽 고려청자의 상감기법이 발달하는 과정과 수준을 잘 보여주는 귀중한 작품으로서 고려청자 상감사를 연구하는데 없어서는 안될 중요한 자료이다.

## 사진

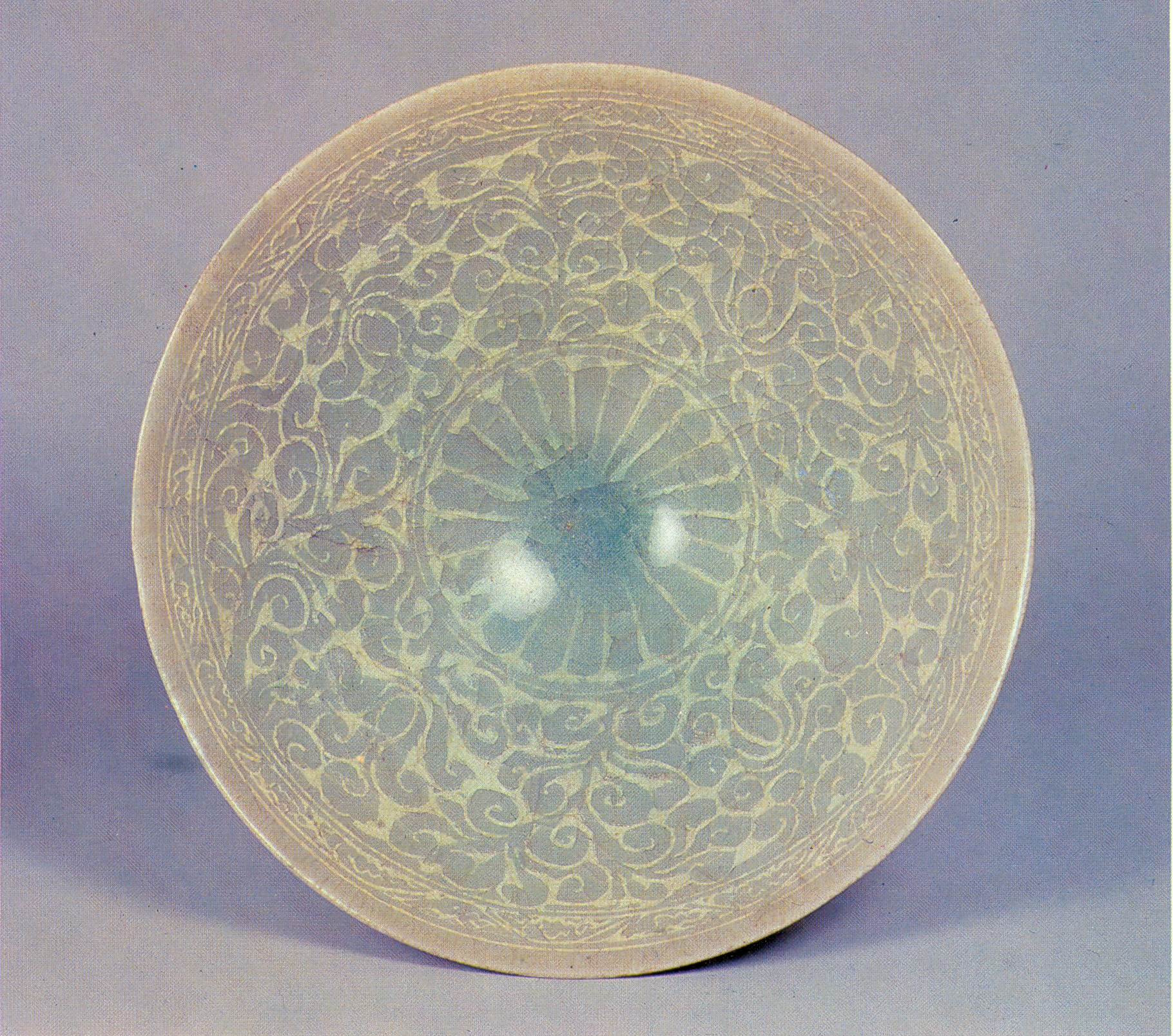
대접 안
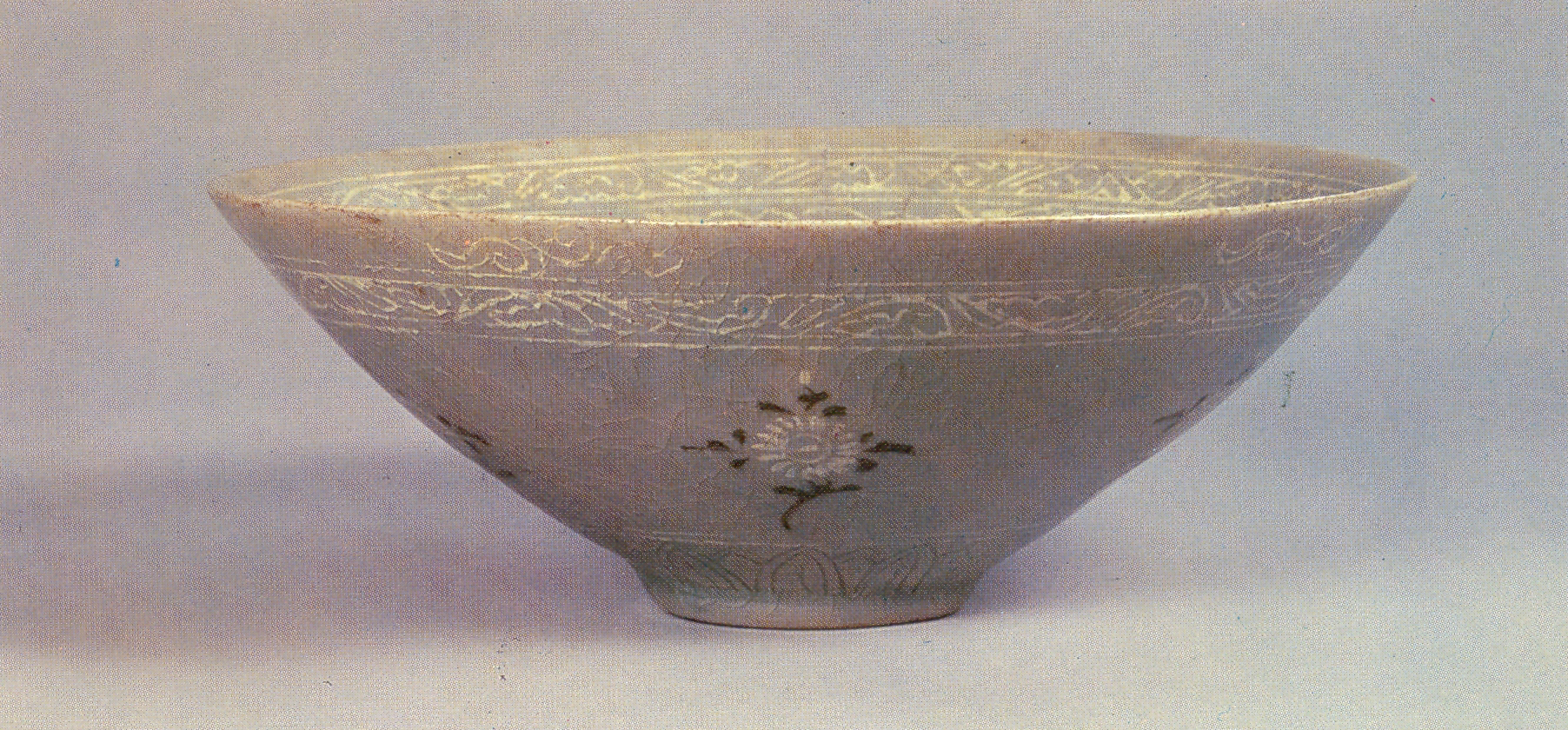

## 같이 보기
- 고려청자

## 참고 자료
- 청자 상감당초문 완 - 국가유산청 국가유산포털